# Sepedophilus wankowiczi
Sepedophilus wankowiczi är en skalbaggsart som först beskrevs av Pandellé 1869.  Sepedophilus wankowiczi ingår i släktet Sepedophilus, och familjen kortvingar. Arten har ej påträffats i Sverige.